# 換局
換局（ファングク、かんきょく、환국）は、朝鮮で政局の転換を意味する言葉。目的は党派争いで弱くなった王権を回復し、勢力が強い朋党の力を弱化させることにある。主に粛宗の治世から英祖の治世にかけて度々行われた。

## 庚申換局
1680年（粛宗6年）に発生し、庚申大黜陟または庚申黜陟とも呼ばれる。この庚申換局により南人政権が崩壊し、西人が政権を掌握する結果をとなる。
1674年（顕宗15年）礼訟での勝利で政権を掌握した南人は顕宗に続いて王位に上がった粛宗からは信頼を得られなかった。それは権力を掌握した南人勢力に対した嫌気のためだった。また南人同士が宋時烈(西人の領袖)の処罰をめぐって2派に分かれて互いに争っていたことも要因にあげられる。庚申年1680年3月南人であり領議政の許積が祖父の許潜のための延諡宴（諡号を受けた際の祝宴）をひらいた。この時、粛宗の舅で西人の金万基の毒殺が噂された上に、下賜されるべき龍鳳遮日(雨天用テント)が勝手に持ち出されたことから、粛宗の怒りを買い、南人の失脚を招いた。これにより、朝廷の要職はすべて西人が掌握することになった。

## 己巳換局
1689年（粛宗15年）に発生する。粛宗は西人が提起した元子問題を口実に西人を失脚させる一方、南人を再び重用することになる。
発端は1688年、後宮の張氏が王子・昀を生んだことである。第19代国王の粛宗は昀を元子（王位継承順位第1位）に封じようとするが、当時政権を掌握していた西人派は正妃の仁顕王后を支持していたため、昀の元子称号に反対する。これを王に対する反逆と捉えた粛宗は西人を処罰し、張氏を支持した南人を代わりに要職に付け、政権交代がなされた。その後仁顕王后は廃位され、張氏が王妃に冊封された。

## 甲戌換局
1694年（粛宗20年）に発生し、甲戌獄事とも呼ばれる。
粛宗は己巳換局で西人を粛清し仁顕王后を追放した後張氏を王后の座に上げたが、南人と結ぶ張氏の挙動が非常に野放図だったため粛宗はこれに対抗して西人を登用し、南人を下野させる。また、張氏は禧嬪への降格という形で廃妃され仁顕王后が復位した。これによって南人の権力は失墜して2度と政権をとることができなかった。

## 辛丑換局
1721年に発生。辛壬士禍の一部である。延礽君(のちの英祖)による代理聴政(摂政)問題を契機に少論が老論から政権を奪った。
老論が世弟聴政を推進する過程で、景宗に不敬を行ったとして老論が批判を受けたことがきっかけである。1721年12月、少論の強硬派を中心に「老論による王権に対する挑戦で謀反である」との上訴が出され、老論4大臣以下老論の重臣たちの弾劾が始まった。そして老論政権が倒れ、少論政権が樹立された。これにより多くの老論が流刑となり、要職は少論が占めることになった。

## 丁未換局
1727年（英祖3年）に発生する。英祖は党争を鎮静化するために各党派から均一に官吏を登用する蕩平策を始める。しかし乙巳処分によって政権を掌握した老論(西人の一派)の強硬派は蕩平策に反して少論(西人の一派)を弾圧する。そこで蕩平策「老少併用」を唱える老論穏健派の政権が誕生し、一時政局が安定するものの強硬派の暴走を抑えられず政治が専横される。そこで英祖は少論穏健派を政権の中枢に登用し、政局が老論から少論へ転換された。